# Dylan Page (ciclista)
Dylan Page (Châtonnaye, 5 novembre 1993) è un ex ciclista su strada ed ex ciclocrossista svizzero.

## Palmarès

### Strada
- 2018 (Team Sapura Cycling, una vittoria)

1ª tappa Tour of Indonesia (Prambanan > Ngawi)

## Piazzamenti

### Competizioni mondiali
- Campionati del mondo di ciclocross

Hoogerheide 2014 - Under-23: 37º
- Campionati del mondo su strada

Richmond 2015 - In linea Under-23: 36º

### Competizioni europee
- Campionati europei di ciclocross

Hoogstraten 2009 - Junior: 37º
Ipswich 2012 - Under-23: 37º
Mladá Boleslav 2013 - Under-23: 29º
- Campionati europei su strada

Tartu 2015 - In linea Under-23: 19º